# Takayuki Fujikawa
Takayuki Fujikawa (Kawasaki, 10 ottobre 1962 – 15 novembre 2018) è stato un calciatore giapponese, di ruolo portiere.